# Arenda Grimberg
Pour les articles homonymes, voir Grimberg.
Arenda Grimberg, née le 10 mars 1978 à Almelo, est une coureuse cycliste néerlandaise. Elle a notamment été championne des Pays-Bas sur route en 2002.

## Palmarès sur route
- 1998
  - 3e du Tour de Drenthe
- 1999
  - 3e du Grand Prix de Suisse
- 2000
  - 4e étape du Holland Ladies Tour
- 2001
  - 7e étape du Holland Ladies Tour
  - 3e et 5e étapes du Tour de Bretagne
  - 2e du Tour de Bretagne
- 2002
  -  Championne des Pays-Bas sur route
  - 9e étape du Tour de l'Aude
  - 3eb étape du RaboSter Zeeuwsche Eilanden
  - 3e du Holland Ladies Tour
- 2003
  - 3e du Tour de Nuremberg
- 2004
  - 3e de la Holland Hills Classic
- 2005
  - 3e de la Holland Hills Classic

## Palmarès en cyclo-cross
- 2006-2007
  - Cyclo-cross de Sint-Michielsgestel
  - Internationale Centrumcross van Surhuisterveen, Surhuisterveen